# Banda Aceh
Banda Aceh város Indonéziában, Szumátra északnyugati partján, a Krueng Aceh folyó torkolatában. Az indonéziai Aceh tartomány fővárosa. Lakossága 220 ezer fő volt 2010-ben.
2004-ben hatalmas szökőár csapott le a térségre, nagy pusztítást okozva és sok tízezer ember halálát követelve a városból. 
A város fő látványossága a Nagy Mecset (Raya Baiturrahman).

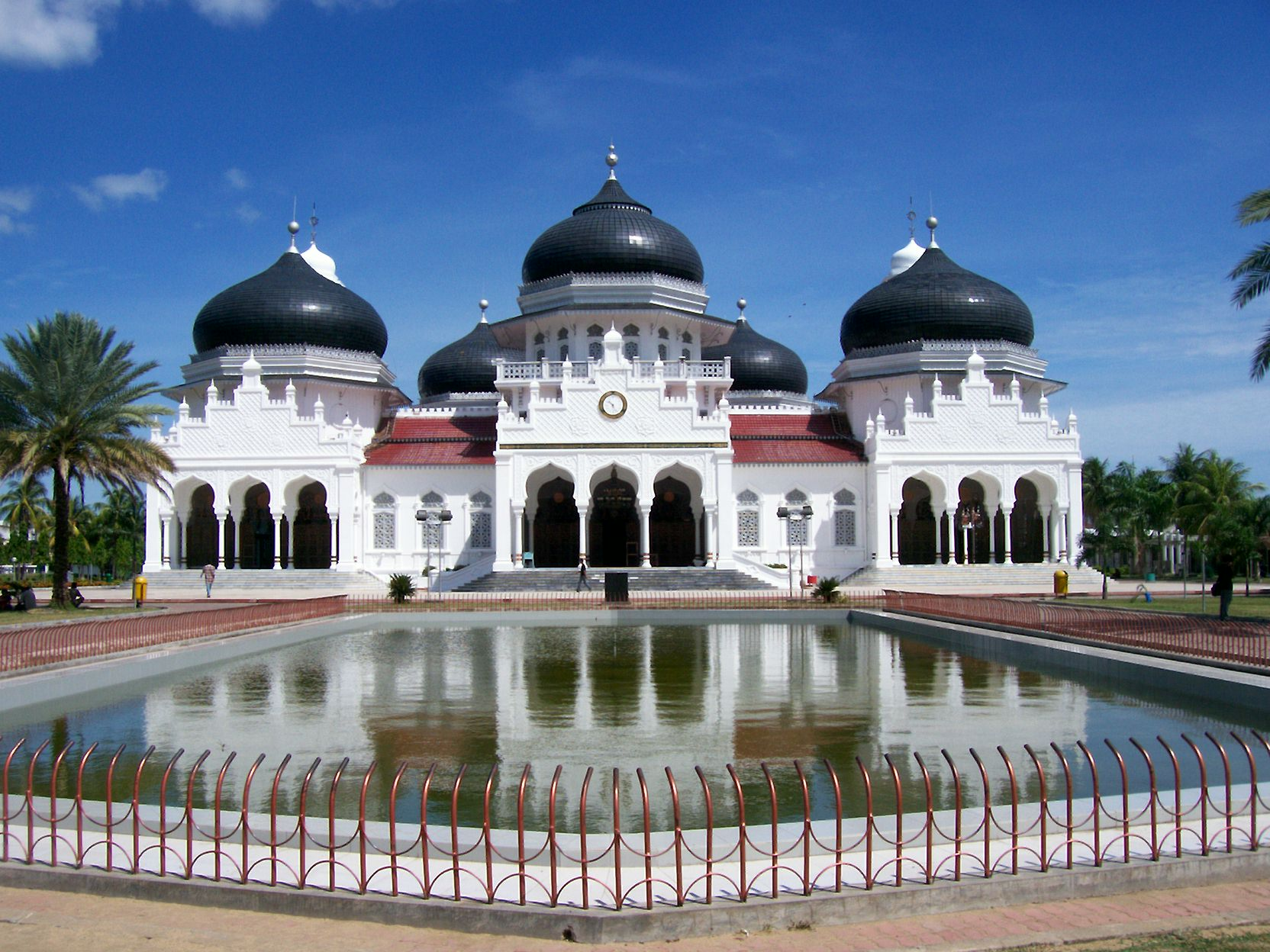
A Nagy Mecset

## Fordítás
- Ez a szócikk részben vagy egészben  a   Banda Aceh című angol Wikipédia-szócikk fordításán alapul.  Az eredeti cikk szerkesztőit annak laptörténete sorolja fel. Ez a jelzés csupán a megfogalmazás eredetét és a szerzői jogokat jelzi, nem szolgál a cikkben szereplő információk forrásmegjelöléseként.
- Ez a szócikk részben vagy egészben  a   Banda Aceh című német Wikipédia-szócikk fordításán alapul.  Az eredeti cikk szerkesztőit annak laptörténete sorolja fel. Ez a jelzés csupán a megfogalmazás eredetét és a szerzői jogokat jelzi, nem szolgál a cikkben szereplő információk forrásmegjelöléseként.